# قتل قراردادی (فیلم)
قتل قراردادی (به هندی: Supari) و (به انگلیسی: Contract killing) فیلمی هندی محصول سال ۲۰۰۳ و به کارگردانی پادام کومار است. در این فیلم بازیگرانی همچون اودای چوپرا، راهول دو، ناندیتا داس، پوراب کهلی، نائوهد سیروسی و عرفان خان ایفای نقش کرده‌اند.